# Petr Prokop
Petr Prokop (* 15. července 1978) je bývalý český fotbalista, záložník.

## Fotbalová kariéra
V české lize hrál za AC Sparta Praha a FC Kaučuk Opava. Nastoupil ve 4 ligových utkáních. Gól v lize nedal. V nižší soutěži hrál i za SK Spolana Neratovice.

## Ligová bilance
| Ročník                          | Zápasy | Góly | Klub                  |
| ------------------------------- | ------ | ---- | --------------------- |
| 1. česká fotbalová liga 1996/97 | 1      | 0    | AC Sparta Praha       |
| Gambrinus liga 1997/98          | 3      | 0    | FC Kaučuk Opava       |
| 2. česká fotbalová liga 1999/00 | 10     | 0    | SK Spolana Neratovice |
| CELKEM 1. liga ČR               | 4      | 0    |                       |